# What Every Woman Knows

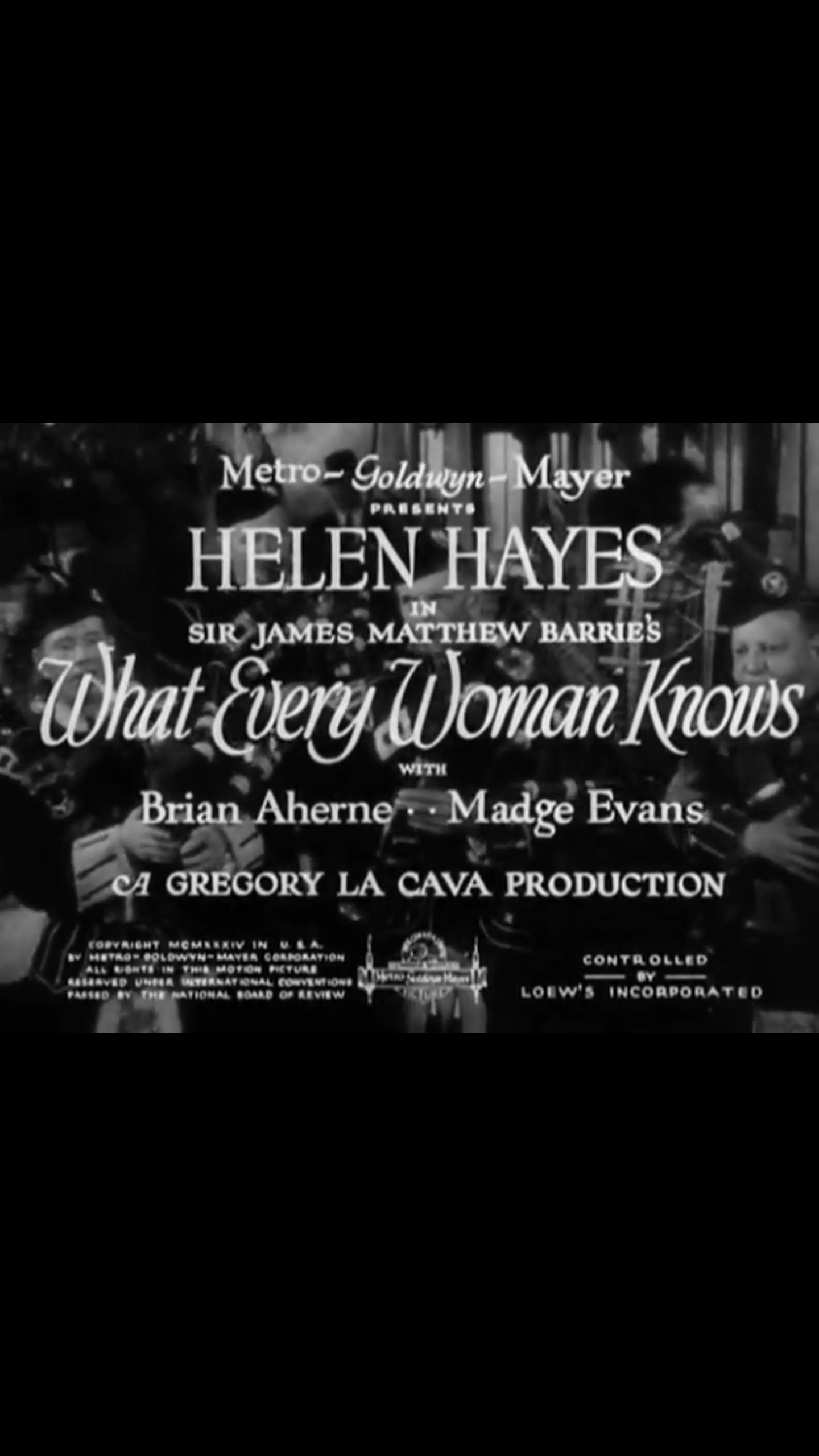
Générique du film

What Every Woman Knows est un film américain réalisé par Gregory La Cava et sorti en 1934.

## Synopsis
Alick Wylie et ses fils David et James sont très préoccupés par Maggie, la fille d'Alick, qui a été abandonnée par un ministre. Elle n'a pas le cœur brisé, mais ils craignent pour ses perspectives de mariage à l'âge de 27 ans. Lorsqu'ils surprennent John Shand, 21 ans, pauvre mais ambitieux, qui entre par effraction dans leur maison tard dans la nuit pour utiliser leur bibliothèque, ils lui proposent de financer ses études, à condition qu'il s'engage à épouser Maggie.

## Fiche technique
- Réalisation : Gregory La Cava
- Scénario : Monckton Hoff, John Meehan, James Kevin McGuinness d'après la pièce de théâtre de 1908 de J. M. Barrie[1].
- Producteurs : 	Gregory La Cava, Albert Lewin
- Photographie : Charles Rosher
- Montage : Blanche Sewell
- Musique : Herbert Stothart
- Production : Metro-Goldwyn-Mayer
- Distributeur : Loew's Inc.
- Durée : 89-92 minutes
- Date de sortie : 19 octobre 1934

## Distribution
- Helen Hayes : Maggie Wylie
- Brian Aherne : John Shand

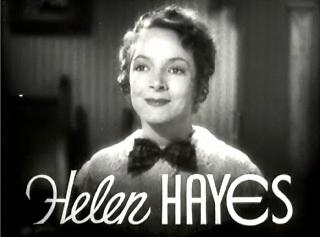
Helen Hayes dans le générique du film.

- Madge Evans : Lady Sybil Tenterden
- Lucile Watson : La Contessa la Brierre
- Dudley Digges : James Wylie
- Donald Crisp : David Wylie
- David Torrence : Alick Wylie
- Henry Stephenson : Charles Venables
- George Cowl : Cabinet Member